# Saint-Jacques-des-Guérets
Saint-Jacques-des-Guérets é uma comuna francesa na região administrativa do Centro, no departamento Loir-et-Cher. Estende-se por uma área de 1,81 km². Em 2010 a comuna tinha 95 habitantes (densidade: 52,5 hab./km²).